# 続・社長三代記
『続・社長三代記』（ぞく・しゃちょうさんだいき）は、1958年3月18日に公開された『社長シリーズ』第5作の映画。製作、配給は東宝。モノクロ、東宝スコープ。 

## 概要
シリーズでは唯一、加東大介が社長役になった話。

## スタッフ
- 製作：清水雅[要出典]
- 企画：森岩雄[要出典]
- 脚本：笠原良三
- 音楽：宅孝二
- 撮影：小原譲治
- 美術：村木与四郎
- 録音：西川善男
- 照明：西川鶴三
- 編集：大井幸三
- チーフ助監督：鈴木勝弥
- プロデューサー：藤本真澄[要出典]
- 監督：松林宗恵

## キャスト
- 浅川啓太郎（二代目社長）：森繁久彌
- 浅川厚子：久慈あさみ
- 長谷川清（社長秘書）：小林桂樹
- 福原ヨネ（富之助の妻　会長）：三好栄子
- 福原トメ子（末娘）：雪村いづみ
- 大場太平（三代目社長）：加東大介
- 大場まつ子（太平の妻）：杉葉子
- 大場春枝（長女）：団令子
- 大場一平（長男）：大沢幸浩
- 大場三平（次男）：市川かつじ
- 長谷川ちよ（清の母）：英百合子
- 中村明子（秘書課長）：司葉子
- 松村俊夫（新入社員）：太刀川洋一
- 池田定吉（経理部長）：三木のり平
- 奥村（姉妹会社専務）：有島一郎
- お園（バーのマダム）：淡路恵子
- 〆駒（年増芸者）：藤間紫
- 梅千代（新橋の芸者）：扇千景
- うさぎ（英語の半玉）：笹るみ子
- 松下ヤエ子（大場家の女中）：若水ヤエ子
- 女探偵：白石奈緒美
- 一杯飲み屋の女将：三田照子
- 運転手（社長専用車）：加藤春哉
- 徳川夢声

## 同時上映
『おトラさんのホームラン』
- 原案：西川辰美、原作：有崎勉（柳家金語楼）、監督：小田基義、主演：柳家金語楼。シリーズ第2作目。